# André Le Guillerm
Pour les articles homonymes, voir Le Guillerm.
André Le Guillerm, né le 5 septembre 1924 à Romainville et mort le 2 décembre 2014 à Gasville-Oisème, est un haltérophile français de la catégorie des poids plumes.
Dixième des Jeux olympiques d'été de 1948, il remporte la médaille d'argent des Championnats d'Europe d'haltérophilie à Paris en 1950.